# Eurylaime psittacin
Genre
Espèce
Statut de conservation UICN

LCIUCN 3.1 : Préoccupation mineure
Synonymes
- Psarisomus dalhousiae

L'Eurylaime psittacin (Psarisomus dalhousiae) est une espèce d'oiseaux que l'on trouve dans l'Himalaya, s'étendant vers l'est à travers l'Inde du Nord-Est jusqu'en Asie du Sud-Est (Jameson, 1885). C'est la seule espèce du genre Psarisomus (Swainson, 1837). L'Eurylaime psittacin mesure environ 25 cm de longueur et pèse entre 50 et 60 grammes. Il peut être identifié par son cri aigu.
L'eurylaime psittacin présente un plumage jaune sur la gorge. Son plumage est vert bleuâtre sur le ventre, le dos et les ailes. C'est un oiseau forestier qui se nourrit d'insectes. Il est très sociable et se déplace normalement en nuée, sauf pendant la saison des amours. Il construit un nid en forme de poire dans un arbre. La femelle pond généralement entre 5 et 6 œufs qui sont incubés par les deux sexes ; les deux parents aident également à nourrir les jeunes.

## Taxonomie
L'eurylaime psittacin est un oiseau chanteur (Passeriformes) qui appartient à la famille des Eurylaimidae, un groupe d'oiseaux à tête large et à bec plat et large. C'est le seul oiseau qui appartient au genre Psarisomus. Le nom scientifique commémore Christina Broun, comtesse de Dalhousie (1786–1839), épouse de George Ramsay.

## Description

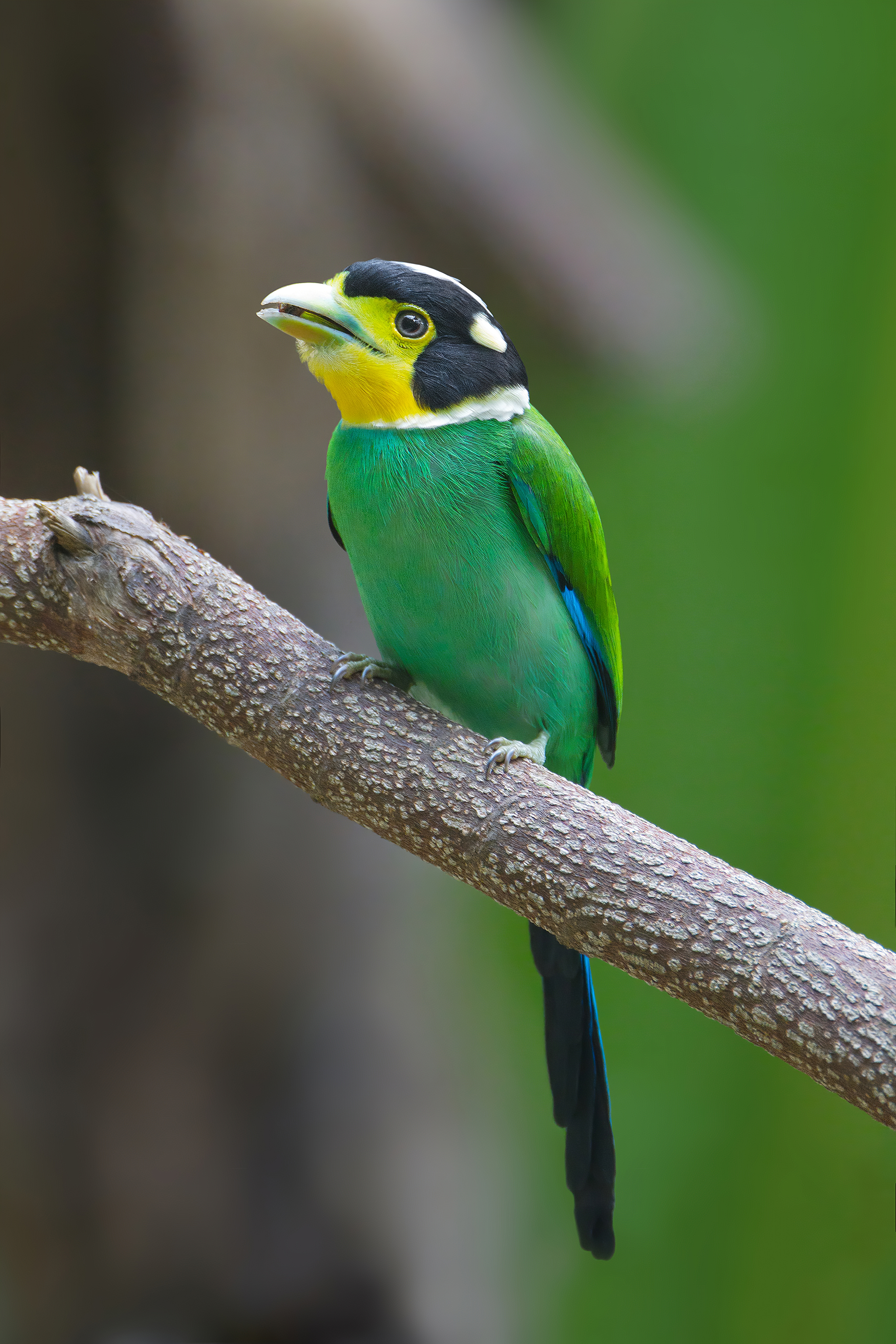
La sous-espèce P. d. psittacinus à tache blanche.

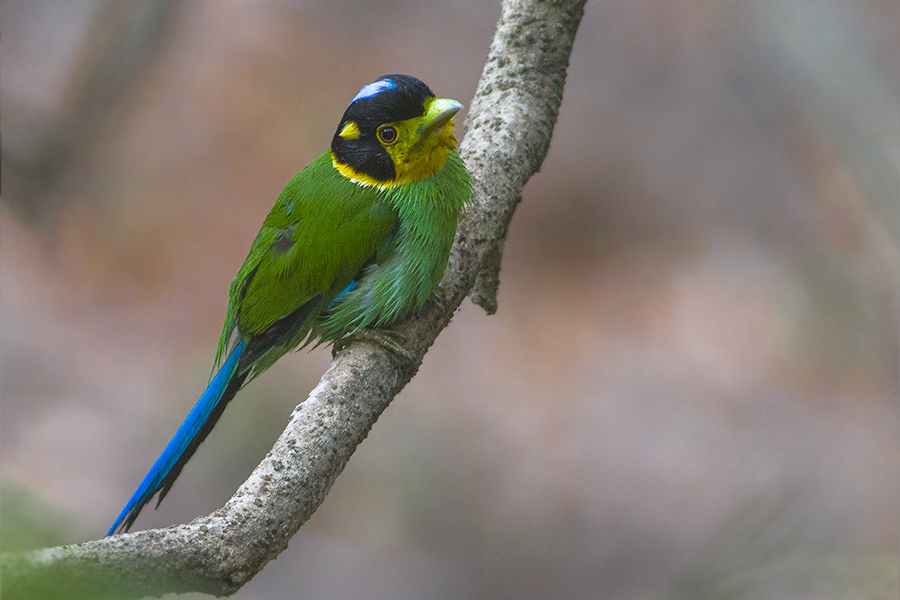
De Naina Devi Himalayan Bird Conservation Reserve, Uttarakhand, Inde.

Les eurylaimes adultes ont une gorge et un visage jaune vif, où la tache jaune s'étend de chaque côté de l' occiput. Les plumes jaunes continuent jusqu'à former une fine bande autour du cou. Il y a une fine couche de plumes jaune pâle / blanchâtre qui enveloppe la tache jaune sous la gorge. Certains ont même un soupçon de jaune-vert pâle sur leur menton. Ils ont une casquette noire en forme de casque avec une tache bleue sur la couronne et une plus petite tache bleue à la nuque. Les plumes le long du dos, du ventre et du haut des ailes sont d'un vert vif produit par une combinaison de couleur pigmentaire et structurelle. Les parties inférieures des ailes sont d'un vert plus clair ou d'un vert bleuâtre. Les plumes primaires sont noires, avec une marge bleu métallique à la base de la toile externe et une tache blanche à la base de la toile interne.
L'Eurylaime psittacin a une longue queue bleue, dont le dessous est noir,. Ils ont un bec fort et large de couleur vert jaunâtre avec des bords plus clairs. Ils ont les orteils vert pois et les pattes brunes. Les eurylaimes juvéniles ont une queue plus courte, une tête verte avec un plumage plus terne. Un adulte mesure environ 25 cm et pèse entre 50 et 60 grammes.

## Habitat
On les trouve couramment dans les forêts à feuilles persistantes à feuilles larges, allant de 150 à 2500 mètres d'altitude,. Leurs habitats naturels comprennent: les forêts, les ruisseaux, les forêts de plaines humides tropicales et subtropicales, les forêts de montagne humides tropicales et subtropicales. Ils semblent avoir une préférence pour les lieux situés à proximité de petits plans d'eau tels que les ruisseaux, l'eau douce et les zones humides. Ce sont des espèces résidentes non migratrices. Les populations d'eurylaimes qui vivent dans les hautes altitudes de l'Himalaya descendent souvent à des altitudes plus basses pendant les mois froids d'hiver.

## Répartition et sous-espèces
Selon la classification de référence du Congrès ornithologique international (15.1, 2025) il se répartit en cinq sous-espèces :
- P. d. dalhousiae Jameson, 1835 — de l'Himalaya au centre/nord de l'Indochine ;
- P. d. cyanicauda Riley, 1935 — sud-est de la Thaïlande et Cambodge ;
- P. d. divinus Deignan, 1947 — sud du Viêt Nam (S Annam) ;
- P. d. psittacinus (Müller, 1836) — montagnes de la péninsule Malaise et Sumatra ;
- P. d. borneensis Hartert, 1904 — forêts pluviales de montagne de Bornéo (nord).

## Comportement
Les eurylaimes psittacins sont des oiseaux sociaux que l'on voit généralement s'alimenter en petites bandes. Ils ont également été observés en bandes mixtes. Malgré leurs cris aigus et forts, ce sont des oiseaux relativement timides qui se cachent généralement dans le feuillage des arbres. Ils sont particulièrement bruyants pendant la période de reproduction.

### Régime
Ces oiseaux sont insectivores et se trouvent couramment dans les étages moyens des arbres à la recherche de petits insectes. Ils mangent des insectes qu'ils trouvent dans les lianes et les branches moussues ou bien ils les attrapent en vol. Ils peuvent être vus en train de se nourrir en petits groupes de jusqu'à 15 individus pendant les saisons de non-reproduction. Ils se nourrissent principalement de sauterelles, de grillons, de criquets, de coléoptères, de pucerons, de diptères, d'insectes, de papillons de nuit et d'araignées. Ils peuvent occasionnellement se nourrir de petites grenouilles, de baies et d'autres fruits.

### Reproduction et nidification

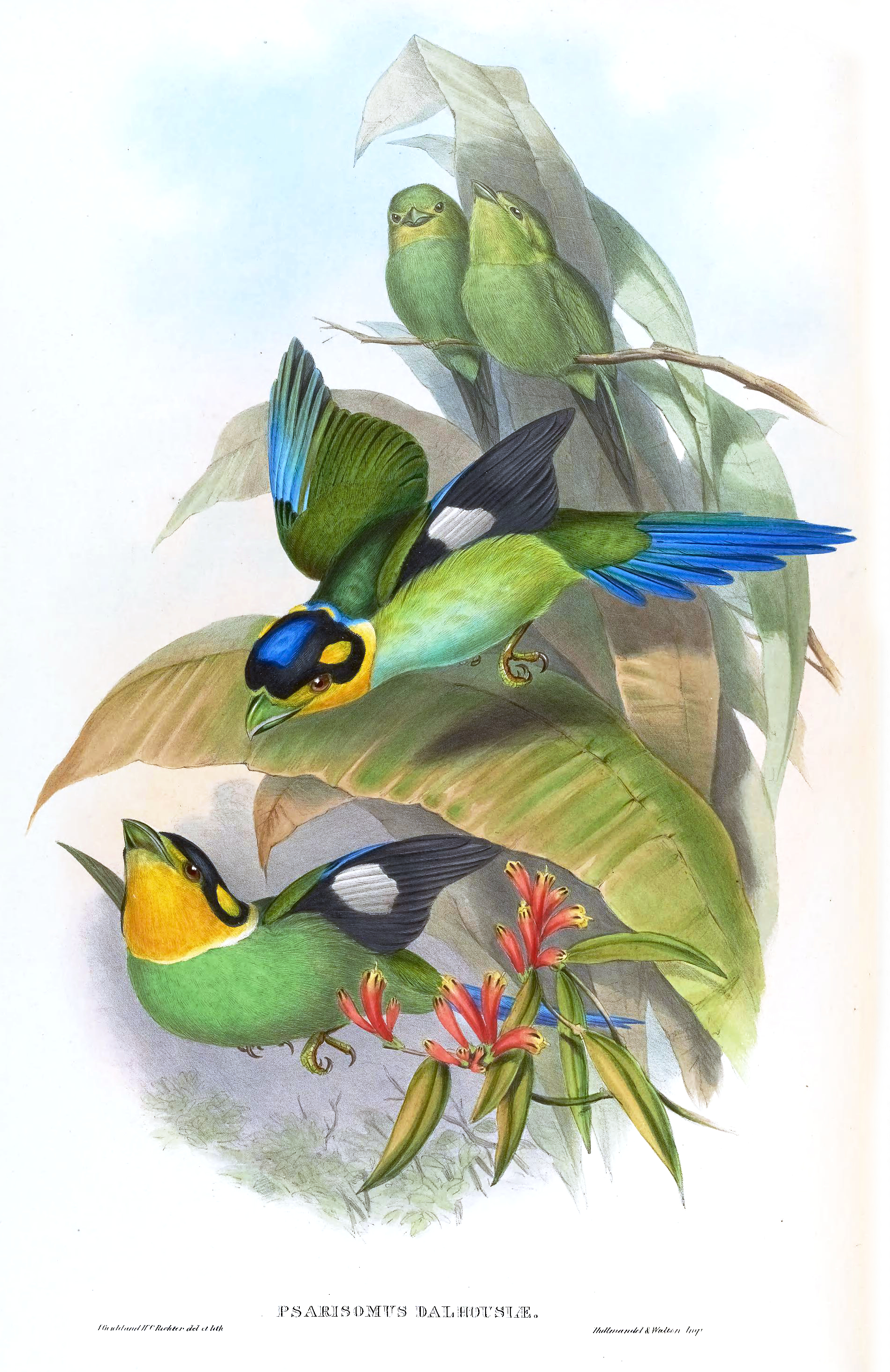
Dans Birds of Asia de John Gould

Les saisons de reproduction de l'eurylaime psittacin peuvent varier selon l'endroit. Les populations qui vivent dans le sous-continent indien se reproduisent de mars à avril, tandis que les populations résidant près du Myanmar commencent à se reproduire à partir d'avril. La femelle pondra entre 5 et 6 œufs, qui sont blancs et de forme ovale. Les deux sexes incubent et nourrissent les poussins. Il est même suggéré que les eurylaimes pourraient être des reproducteurs coopératifs, puisque plus de deux individus ont été observés autour du nid.

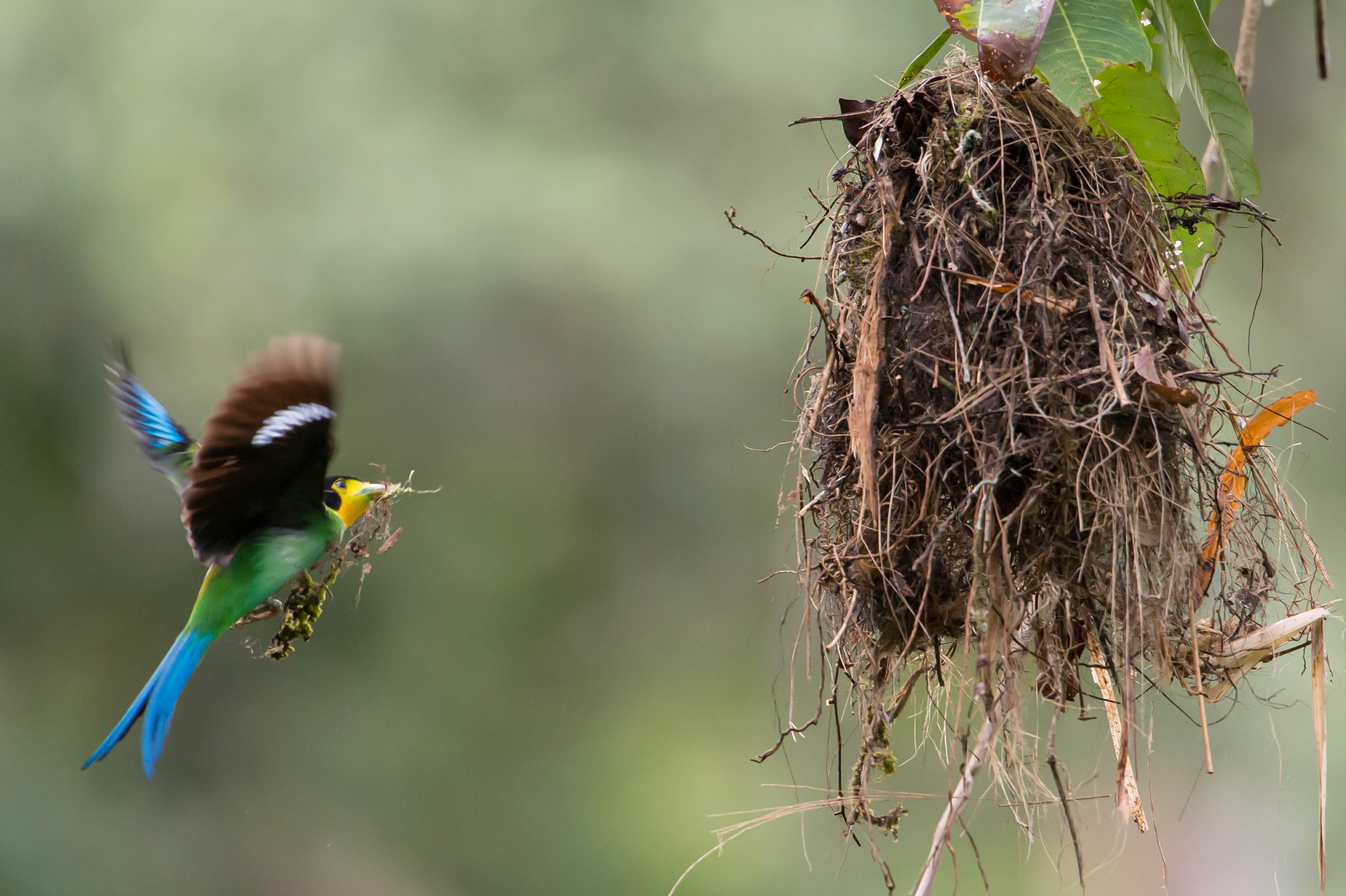
Eurylaime psittacin construisant son nid

Ils construisent un grand nid en forme de poire attaché à la branche d'un grand arbre. Le nid a une petite entrée circulaire de 2 à 5 cm sur le côté de la structure, qui est généralement protégée par un coussin de feuilles. Le nid est composé de fines racines, de feuilles mortes, de plantes grimpantes, de mousses et d'autres matières végétales filandreuses. Une fois que les jeunes poussins deviennent des juvéniles indépendants, ils se dispersent souvent et s'installent dans de nouveaux endroits dans l'aire de répartition de l'habitat.

### Vocalisation
Le cri de l'eurylaime psittacin est une série de sifflements bruyants, aigus et infléchis vers le bas, « pseeu..pseeu..pseeu » et « tseeay..tseeay » sur une échelle décroissante. Ils peuvent également émettre un son de « pseeup » râpé.

## Préservation
Selon la liste rouge ICUN des espèces menacées, l'eurylaime à large bec est le moins préoccupant. Cependant, sa population décroît au fil des ans. Ils sont assez communs dans toute leur aire de répartition et se trouvent dans de nombreux parcs nationaux où ils sont protégés dans toute leur aire de répartition.